# Линдскуг, Агнета
Агне́та Элисабе́т Ли́ндскуг-Фла́двад (швед. Agneta Elisabeth Lindskog-Fladvad; 25 апреля 1953, Стокгольм) — шведская саночница, выступала за сборную Швеции в 1970-х годах. Участница двух зимних Олимпийских игр, серебряная призёрша чемпионата Европы, участница многих международных турниров и национальных первенств.

## Биография
Агнета Линдскуг родилась 25 апреля 1953 года в Стокгольме. В молодости переехала в город Сальтшёбаден, где присоединилась к местному санно-бобслейному клубу и вскоре начала показывать довольно неплохие результаты. На международном уровне дебютировала в возрасте семнадцати лет, на юниорском чемпионате Европы в Чехословакии заняла восьмое место. В 1972 году на молодёжном европейском первенстве в Куфштайне закрыла десятку сильнейших, ещё через год впервые побывала на взрослом чемпионате мира, на трассе немецкого Оберхофа показала двадцать первое время. В сезоне 1975 года финишировала двенадцатой на чемпионате Европы в итальянской Вальдаоре и шестой на домашнем чемпионате мира в Хаммарстранде.
В 1976 году на европейском первенстве в том же Хаммарстранде Линдскуг завоевала серебряную медаль и благодаря череде удачных выступлений удостоилась права защищать честь страны на зимних Олимпийских играх в Инсбруке. Тоже планировала побороться здесь за медали, однако первый заезд провела крайне неудачно, в результате чего после всех четырёх попыток оказалась лишь на восемнадцатой позиции.
После Олимпиады Линдскуг осталась в основном составе национальной сборной и продолжила принимать участие в крупнейших международных турнирах. Так, в 1977 году она заняла восьмое место на чемпионате Европы в Кёнигсзе и четырнадцатое на чемпионате мира в Игльсе, год спустя была седьмой на европейском первенстве в Хаммарстранде, ещё через год финишировала четырнадцатой на первенстве Европы в Оберхофе и двенадцатой на первенстве мира в Кёнигсзе. Находясь в числе лидеров шведской команды по санному спорту, прошла квалификацию на Олимпийские игры 1980 года в Лейк-Плэсид — выступила здесь значительно лучше предыдущего раза, хотя вновь остановилась вдалеке от подиума, на тринадцатой позиции женского одиночного зачёта. Вскоре после этих соревнований Агнета Линдскуг приняла решение завершить карьеру профессиональной спортсменки, уступив место в сборной молодым шведским саночницам.